# Campeonato Descentralizado 1987
El Campeonato Descentralizado 1987 fue la LXI edición del torneo, tuvo la participación de treinta equipos en Campeonatos Regionales. La temporada comenzó en 1987 y terminó a inicios de 1988. Año de luto en el fútbol peruano por la tragedia de Alianza Lima en Ventanilla. Luego de campeonar en el Torneo Regional, Universitario de Deportes campeonó al derrotar precisamente en la Final a los blanquiazules.

## Ascensos y descensos
Hubo 12 descensos en la temporada 1986 a la Intermedia 1986, de los cuales 8 equipos retornaron y ascendieron otros 3 en dicho torneo, adicionalmente también ascendió el campeón de la Copa Perú 1986, manteniéndose la cantidad de 30 equipos en aquel año.
| Posición | Descensos y Retornos del Intermedia 1986 |
| -------- | ---------------------------------------- |
| 8° (PR)  | Unión Huaral (Z. Metrop.) (R)            |
| 10°      | Juventud La Joya (Z. Metrop.) (R)        |
| 12°      | CNI de Iquitos (Z. Metrop.) (R)          |
| 5°       | Carlos A. Mannucci (Z. Norte) (R)        |
| 6°       | Atlético Torino (Z. Norte (R)            |
| 6°       | Deportivo Junín (Z. Centro) (R)          |
| 6°       | Atlético Huracán (Z. Sur) (R)            |
| 4°       | Alfonso Ugarte (Z. Sur) (R)              |
| 11°      | Guardia Republicana (Z. Metrop.) (D)     |
| 4° (PR)  | Los Espartanos (Z. Norte) (D)            |
| 5°       | León de Huánuco (Z. Centro) (D)          |
| 5°       | Mariscal Nieto (Z. Sur) (D)              |

| Posición | Ascensos de la Copa Perú e Intermedia 1986 |
| -------- | ------------------------------------------ |
| 1°       | Deportivo Cañaña (C. Perú)                 |
| 1°       | Internacional Cantolao (Z. Metrop.)        |
| 1°       | Mina San Vicente (Z. Centro)               |
| 3°       | Juvenil Los Ángeles (Z. Sur)               |

### Tabla Resumen Ascensos y Descensos
| Temporada | Ascenso/Descenso                               | Metropolitano             | Norte                  | Centro              | Sur                    |
| --------- | ---------------------------------------------- | ------------------------- | ---------------------- | ------------------- | ---------------------- |
| 1986      | Descendidos a la Intermedia 1986               | 12° Guardia Republicana   | 4° Los Espartanos      | 5° León de Huánuco  | 5° Mariscal Nieto      |
| 1987      | Ascendidos de Copa Perú 1986 e Intermedia 1986 | 1° Internacional Cantolao | 1° CP Deportivo Cañaña | 1° Mina San Vicente | 3° Juvenil Los Ángeles |

- Antes de iniciar la temporada, el club Juventud La Joya se fusionó con Centro Iqueño para formar a La Joya-Iqueño.

## Equipos participantes
| - Alfonso Ugarte. - Alianza Lima. - ADT. - Atlético Grau. - Atlético Huracán. - Atlético Torino. - Carlos Mannucci. - Cienciano. - CNI. - Coronel Bolognesi. | - Defensor ANDA. - Deportivo Cañaña. - Deportivo Junín. - Deportivo Municipal. - Deportivo Pucallpa. - Hungaritos Agustinos. - Internacional Cantolao. - Juvenil Los Ángeles. - Juventud La Palma. - La Joya-Iqueño. | - Melgar. - Mina San Vicente. - Octavio Espinosa. - San Agustín. - Sport Boys. - Sporting Cristal. - Unión Huaral. - Unión Minas. - Universitario. - UTC. |

## Formato de juego
El Campeonato Descentralizado 1987 se jugó con treinta equipos y fue dividido en dos etapas, el Torneo Regional y el Torneo Descentralizado. Los ganadores de cada torneo se enfrentaron entre sí en un único partido para definir al campeón nacional, ambos campeones tienen asegurada su clasificación a la Copa Libertadores 1988.
El Torneo Regional se dividió en cuatro grupos los cuales fueron Metropolitano, Norte, Centro y Sur. 
El Grupo Metropolitano contará con doce equipos, mientras que los grupos Norte, Centro y Sur contarán con seis equipos c/u; de los cuales, los tres primeros del Grupo Metropolitano junto con el primero de los grupos Norte, Centro y Sur clasificarán a la Liguilla Regional para definir al campeón regional, éste a su vez tendrá que enfrentarse al campeón del Torneo Descentralizado para definir al campeón nacional. 
Si en caso dos equipos comparten el mismo lugar con la misma cantidad de puntos (sin importar la diferencia de goles), se jugaría un partido extra para definir el primer lugar. 
Los siete primeros del Grupo Metropolitano, junto con los tres primeros de los grupos Norte, Centro y Sur clasificarán automáticamente al Torneo Descentralizado. Los cinco últimos del Grupo Metropolitano y los tres últimos de los grupos Norte, Centro y Sur jugarían el Torneo Intermedio.
En todos los partidos de la fase de grupos, los equipos se enfrentarán entre sí en una liguilla en partidos de ida y vuelta, en caso de que dos equipos compartan el primer lugar de cualquiera de los cuatro grupos, el primer lugar se definirá en un único partido; mientras que en todos los partidos de la Liguilla Regional, los equipos se enfrentarán entre sí en una liguilla en un único partido, y si dos equipos comparten el primer lugar de la Liguilla Regional (no existe la diferencia de gol) tendrán que enfrentarse entre sí en un único partido para definir al campeón regional.
El Torneo Descentralizado contará con dieciséis equipos, los cuales se enfrentarán entre sí en una liguilla en partidos de ida y vuelta, y sólo los seis primeros calsificarán a la Liguilla final; además el primero del Torneo Descentralizado recibirá 2 puntos extras para la Liguilla Final, y el segundo del Torneo Descentralizado Descentralizado recibirá 1 punto para la Liguilla Final. 
En la Liguilla Final, todos los equipos se enfrentarán entre sí en una liguilla en un único partido, y el equipo que quede en el primer lugar será el campeón del Torneo Descentralizado el cual tendrá que enfrentarse al campeón del Torneo Regional para definir al campeón nacional en un único partido.
El Play-off lo jugarán en un único partido el campeón del Torneo Regional y el campeón del Torneo Descentralizado para definir al campeón nacional.
Se otorgarán 2 puntos por partidos ganados, 1 punto por partidos empatados y 0 puntos por partidos perdidos.

## Torneo Regional

### Fase de grupos

#### Grupo Metropolitano
| P  | Equipo                 | PJ | PG | PE | PP | GF | GC | DG  | Ptos. |
| -- | ---------------------- | -- | -- | -- | -- | -- | -- | --- | ----- |
| 1  | Unión Huaral *         | 22 | 11 | 10 | 1  | 35 | 18 | +17 | 32    |
| 2  | Universitario *        | 22 | 13 | 6  | 3  | 37 | 22 | +15 | 32    |
| 3  | San Agustín            | 22 | 11 | 6  | 5  | 33 | 27 | +6  | 28    |
| 4  | Sporting Cristal       | 22 | 10 | 6  | 6  | 42 | 22 | +20 | 26    |
| 5  | CNI                    | 22 | 9  | 7  | 6  | 28 | 20 | +8  | 25    |
| 6  | Alianza Lima           | 22 | 7  | 11 | 4  | 23 | 21 | +2  | 25    |
| 7  | Deportivo Municipal    | 22 | 7  | 8  | 7  | 28 | 25 | +3  | 22    |
| 8  | La Joya-Iqueño         | 22 | 6  | 8  | 8  | 21 | 24 | -3  | 20    |
| 9  | Internacional Cantolao | 22 | 6  | 4  | 12 | 24 | 30 | -6  | 16    |
| 10 | Sport Boys             | 22 | 5  | 5  | 12 | 18 | 44 | -26 | 15    |
| 11 | Juventud La Palma      | 22 | 4  | 6  | 12 | 12 | 31 | -19 | 14    |
| 12 | Octavio Espinosa       | 22 | 2  | 5  | 15 | 19 | 36 | -17 | 9     |

- Antes de Iniciar la Temporada 1987, El Juventud La Joya se fusionó con Centro Iqueño para formar a La Joya-Iqueño.

|  | Clasificado a la Liguilla Regional 1987. Clasificado al Torneo Descentralizado 1987. |
|  | Clasificado al Torneo Descentralizado 1987.                                          |
|  | Pasa a Intermedia 1987.                                                              |

* Unión Huaral y Universitario tendrán que definir el primer lugar del Grupo Metropolitano en un play-off en un solo partido por haber terminado en el primer lugar con la misma cantidad de puntos (no existe la diferencia de gol).

##### Play-offprimer lugar Grupo Metropolitano
| 16 de setiembre de 1987 | Universitario            | 2:0 (0:0) | Unión Huaral | Estadio Nacional, Lima          |                                 |
|                         | Briceño 23' · Suárez 83' |           |              | Asistencia: 45.745 espectadores | Asistencia: 45.745 espectadores |

#### Grupo Norte
| P | Equipo               | PJ | PG | PE | PP | GF | GC | DG  | Ptos. |
| - | -------------------- | -- | -- | -- | -- | -- | -- | --- | ----- |
| 1 | Carlos Mannucci      | 15 | 8  | 4  | 3  | 25 | 14 | +11 | 20    |
| 2 | UTC                  | 15 | 8  | 1  | 6  | 23 | 17 | +6  | 17    |
| 3 | Hungaritos Agustinos | 15 | 6  | 4  | 5  | 29 | 30 | -1  | 16    |
| 4 | Atlético Grau        | 15 | 5  | 4  | 6  | 22 | 23 | -1  | 14    |
| 5 | Atlético Torino      | 15 | 4  | 5  | 6  | 18 | 23 | -5  | 13    |
| 6 | Deportivo Cañaña     | 15 | 2  | 6  | 7  | 11 | 21 | -10 | 10    |

|  | Clasificado a la Liguilla Regional 1987. Clasificado al Torneo Descentralizado 1987. |
|  | Clasificado al Torneo Descentralizado 1987.                                          |
|  | Pasa a Intermedia 1987.                                                              |

#### Grupo Centro
| P | Equipo             | PJ | PG | PE | PP | GF | GC | DG  | Ptos. |
| - | ------------------ | -- | -- | -- | -- | -- | -- | --- | ----- |
| 1 | Deportivo Junín    | 15 | 8  | 5  | 2  | 26 | 13 | +13 | 21    |
| 2 | Unión Minas        | 15 | 8  | 3  | 4  | 22 | 14 | +8  | 19    |
| 3 | Deportivo Pucallpa | 15 | 5  | 6  | 4  | 16 | 15 | +1  | 16    |
| 4 | ADT                | 15 | 7  | 1  | 7  | 16 | 16 | 0   | 15    |
| 5 | Defensor ANDA      | 15 | 4  | 4  | 7  | 12 | 18 | -6  | 12    |
| 6 | Mina San Vicente   | 15 | 1  | 3  | 11 | 10 | 26 | -16 | 5     |

|  | Clasificado a la Liguilla Regional 1987. Clasificado al Torneo Descentralizado 1987. |
|  | Clasificado al Torneo Descentralizado 1987.                                          |
|  | Pasa a Intermedia 1987.                                                              |

#### Grupo Sur
| P | Equipo              | PJ | PG | PE | PP | GF | GC | DG  | Ptos. |
| - | ------------------- | -- | -- | -- | -- | -- | -- | --- | ----- |
| 1 | Coronel Bolognesi   | 15 | 9  | 4  | 2  | 21 | 9  | +12 | 22    |
| 2 | Alfonso Ugarte      | 15 | 5  | 8  | 2  | 15 | 12 | +3  | 18    |
| 3 | Cienciano           | 15 | 6  | 4  | 5  | 18 | 11 | +7  | 16    |
| 4 | Melgar              | 15 | 3  | 7  | 5  | 11 | 13 | -2  | 13    |
| 5 | Atlético Huracán    | 15 | 3  | 6  | 6  | 8  | 13 | -5  | 12    |
| 6 | Juvenil Los Ángeles | 15 | 1  | 7  | 7  | 8  | 23 | -15 | 9     |

|  | Clasificado a la Liguilla Regional 1987. Clasificado al Torneo Descentralizado 1987. |
|  | Clasificado al Torneo Descentralizado 1987.                                          |
|  | Pasa a Intermedia 1987.                                                              |

### Liguilla Regional
| P | Equipo            | PJ | PG | PE | PP | GF | GC | DG  | Ptos. |
| - | ----------------- | -- | -- | -- | -- | -- | -- | --- | ----- |
| 1 | Unión Huaral      | 5  | 3  | 1  | 1  | 8  | 4  | +4  | 7     |
| 2 | Universitario     | 5  | 3  | 1  | 1  | 7  | 3  | +4  | 7     |
| 3 | San Agustín       | 5  | 3  | 0  | 2  | 8  | 6  | +2  | 6     |
| 4 | Coronel Bolognesi | 5  | 2  | 1  | 2  | 8  | 6  | +2  | 5     |
| 5 | Carlos Mannucci   | 5  | 1  | 3  | 1  | 8  | 7  | +1  | 5     |
| 6 | Deportivo Junín   | 5  | 0  | 0  | 5  | 2  | 15 | -13 | 0     |

|  | Play-off Liguilla Regional. |

#### Play-offLiguilla Regional
| Universitario | 2 - 0 | Unión Huaral |
| Universitario campeón del Torneo Regional 1987, clasifica automáticamente a la Copa Libertadores 1988, y tendrá que jugar el play-off 1987 contra el campeón del Torneo Descentralizado 1987 para definir al campeón nacional. |       |              |

## Torneo Descentralizado
| Pos. | Equipo               | Pts. | PJ | PG | PE | PP | GF | GC | DG  |
| ---- | -------------------- | ---- | -- | -- | -- | -- | -- | -- | --- |
| 1    | Sporting Cristal **  | 44   | 30 | 17 | 10 | 3  | 54 | 25 | +29 |
| 2    | Alianza Lima *       | 43   | 30 | 17 | 9  | 4  | 40 | 16 | +24 |
| 3    | Universitario        | 41   | 30 | 14 | 13 | 3  | 46 | 21 | +25 |
| 4    | Unión Huaral         | 39   | 30 | 14 | 11 | 5  | 53 | 36 | +17 |
| 5    | Coronel Bolognesi    | 36   | 30 | 12 | 12 | 6  | 37 | 26 | +11 |
| 6    | Alfonso Ugarte       | 32   | 30 | 11 | 10 | 9  | 40 | 34 | +6  |
| 7    | CNI                  | 31   | 30 | 10 | 11 | 9  | 34 | 32 | +2  |
| 8    | Deportivo Municipal  | 31   | 30 | 12 | 7  | 11 | 38 | 38 | 0   |
| 9    | Cienciano            | 27   | 30 | 8  | 11 | 11 | 32 | 37 | -5  |
| 10   | UTC                  | 25   | 30 | 10 | 5  | 15 | 34 | 33 | +1  |
| 11   | Deportivo Junín      | 24   | 30 | 8  | 8  | 14 | 31 | 51 | -20 |
| 12   | Carlos Mannucci      | 23   | 30 | 9  | 5  | 16 | 33 | 47 | -14 |
| 13   | San Agustín          | 22   | 30 | 5  | 12 | 13 | 22 | 31 | -9  |
| 14   | Deportivo Pucallpa   | 22   | 30 | 8  | 6  | 16 | 24 | 48 | -24 |
| 15   | Hungaritos Agustinos | 21   | 30 | 7  | 7  | 16 | 37 | 50 | -13 |
| 16   | Unión Minas          | 19   | 30 | 7  | 5  | 18 | 23 | 53 | -30 |

|  | Clasificado a la Liguilla Final. |

** Sporting Cristal recibe 2 puntos extras para la Liguilla Final por haber quedado en el primer lugar del Torneo Descentralizado.
* Alianza Lima recibe 1 punto extra para la Liguilla Final por haber quedado en el segundo lugar del Torneo Descentralizado.

### Liguilla Final
Se disputa entre el 6 y 20 de marzo de 1988.
| P | Equipo              | PJ | PG | PE | PP | GF | GC | DG | Ptos. |
| - | ------------------- | -- | -- | -- | -- | -- | -- | -- | ----- |
| 1 | Alianza Lima *      | 5  | 3  | 2  | 0  | 8  | 3  | +5 | 9     |
| 2 | Unión Huaral        | 5  | 3  | 2  | 0  | 10 | 6  | +4 | 8     |
| 3 | Universitario       | 5  | 3  | 0  | 2  | 10 | 5  | +5 | 6     |
| 4 | Sporting Cristal ** | 5  | 2  | 0  | 3  | 5  | 5  | 0  | 6     |
| 5 | Coronel Bolognesi   | 5  | 1  | 1  | 3  | 4  | 10 | -6 | 3     |
| 6 | Alfonso Ugarte      | 5  | 0  | 1  | 4  | 5  | 13 | -8 | 1     |

|  | Campeón del Torneo Descentralizado 1987. Clasificado a la Final Nacional 1987 con el Campeón de la Liguilla Regional 1987, y a la Copa Libertadores 1988. |

* Alianza Lima recibió 1 punto extra para la Liguilla Final por haber quedado en el segundo lugar del Torneo Descentralizado.
** Sporting Cristal recibió 2 puntos extras para la Liguilla Final por haber quedado en el primer lugar del Torneo Descentralizado.

## Final Nacional
| Final del Campeonato Descentralizado 1987; 26 de marzo de 1988 | Universitario de Deportes | 1:0 (1:0) | Alianza Lima | Estadio Nacional, Lima                                   |                                                          |
|                                                                | Suárez 23'                | Reporte   |              | Asistencia: 30 000 espectadores Árbitro(s): César Pagano | Asistencia: 30 000 espectadores Árbitro(s): César Pagano |

|                          |
| Campeón Nacional         |
| Universitario 18º título |

## Estadísticas

### Máximos goleadores
Lista con los máximos goleadores de la competencia.
| Jugador                                | Equipo                    | Goles |
| -------------------------------------- | ------------------------- | ----- |
| Fidel Suárez                           | Universitario de Deportes | 24    |
| Domingo Farfán                         | Unión Huaral              | 20    |
| Waldir de Souza                        | Hungaritos Agustinos      | 18    |
| Oswaldo Araujo                         | Internazionale San Borja  | 17    |
| José Ziani                             | San Agustín               | 15    |
| Víctor Hurtado                         | Sporting Cristal          | 15    |
| Jorge Tapia                            | F. B. C. Melgar           | 14    |
| Miguel Seminario                       | Sporting Cristal          | 14    |
| Percy Aguilar                          | Cienciano                 | 14    |
| José Vásquez                           | Alfonso Ugarte            | 13    |
| Alberto Eugenio                        | Deportivo Municipal       | 13    |
| Juan José Oré                          | Deportivo AELU            | 13    |
| César Loyola                           | Sporting Cristal          | 13    |
| Jesús Torrealva                        | Universitario de Deportes | 12    |
| Luis Escobar                           | Alianza Lima              | 12    |
| Sergio Pereyra                         | Carlos A. Mannucci        | 11    |
| Miguel Muchotrígo                      | Sport Boys                | 10    |
| Anselmo Soto                           | U.T.C.                    | 10    |
| Wilson Ramírez                         | Deportivo Municipal       | 10    |
| Óscar Calvo                            | C.N.I.                    | 10    |
| Actualizado el 22 de noviembre de 2019 |                           |       |